# Srebrenița
Srebrenița (cu alfabet chirilic, Сребреница, pronunțat [ˈsrɛbrɛnitsa]) este un oraș și comună în estul Bosniei și Herțegovinei.
Srebrenița este un oraș mic de munte, principala ramură economică a sa fiind extrasul sării și turismul în băile sărate. În timpul Războiului din Bosnia, el a fost locul masacrului de la Srebrenița, care a fost identificat drept genocid. Orașul face parte din Republica Srpska, dar la 24 martie 2007, adunarea municipală (în absența reprezentanților minorității sârbe) a adoptat o rezoluție prin care cerea separarea de această entitate (nu însă și de sub suveranitatea statului bosniac).